# Joel (hijo de Samuel)
Joel es el hijo primogénito de Samuel, profeta y juez de Israel.

## Biografía
Su nombre significa "Jehová es Dios". Joel, junto con su hermano menor Abías, fue designado por su padre para ser juez en Beerseba. Sin embargo, ambos se desviaron de los caminos de su padre, actuando de manera corrupta al aceptar sobornos y pervertir la justicia (1 Samuel 8:2-3), lo que llevó al pueblo de Israel a solicitar un rey que los gobernara, en lugar de ser guiados por los hijos de Samuel (1 Samuel 8:4-5).
- Datos: Q20888416